# Trent Ford
Trent Ford (* 16. Januar 1979 in Akron, Ohio) ist ein US-amerikanischer Schauspieler und Model.

## Biografie
Ford ist Sohn eines Testpiloten der US Navy und einer Engländerin aus Birmingham. Er wuchs in Cradley und Malvern auf, nachdem er mit seiner Mutter im Alter von einem Jahr nach Großbritannien zog. Er besuchte die Cambridge University und schloss mit einem Diplom in Englisch ab.
Bekannt ist Ford aus Filmen wie How to Deal – Wer braucht schon Liebe?, Deeply, Freche Biester! und Gosford Park. Am bekanntesten ist jedoch seine Rolle des Franzosen Jean-Paul Charpentier in der Fernsehserie The West Wing – Im Zentrum der Macht und des Mr. Mxyzptlk in einer Episode von Smallville.

## Filmografie (Auswahl)
- 2000: Deeply
- 2001: Gosford Park
- 2002: Freche Biester! (Slap Her... She's French)
- 2002–2003: The West Wing – Im Zentrum der Macht (The West Wing, Fernsehserie)
- 2003: How to Deal – Wer braucht schon Liebe? (How to Deal)
- 2004: Smallville (Fernsehserie, eine Folge)
- 2004: Keine Gnade für Dad (Grounded for Life, Fernsehserie)
- 2005: Die Insel (The Island)
- 2006: September Dawn
- 2007: The Class (Fernsehserie, 5 Folgen)
- 2007: Life (Fernsehserie, eine Folge)
- 2008: Rez Bomb
- 2010: Possessions
- 2010–2011: Vampire Diaries (The Vampire Diaries, Fernsehserie, 3 Folgen)
- 2013: The Mentalist (Fernsehserie, eine Folge)
- 2013: Burning Blue